# Tata Indica Vista EV
Tata Indica Vista EV – miejski samochód osobowy, produkowany w Indiach przez koncern Tata Motors. 

## Geneza
Pierwsza generacja pojazdu była produkowana w latach 1998–2018. Był to pierwszy samochód osobowy wyprodukowany w Indiach. Auto zostało zbudowane w klasycznym układzie: silnik umieszczono z przodu, napęd przekazywany był na przednią oś za pośrednictwem manualnej, pięciobiegowej skrzyni biegów. Samochód okazał się bardzo dużym sukcesem sprzedażowym. Pojazd był eksportowany do krajów europejskich i afrykańskich. Atutem samochodu była niska cena. Wadą było słabe wyposażenie. W 2008 roku Tata Motors zaprezentował drugą wersję Tata Indica – model Tata Indica Vista, na 9 Targach Auto Expo w New Delhi. Tata Indica Vista powstał w oparciu o nową płytę podłogową i pomimo tej samej nazwy, był diametralnie nowym samochodem. Zmienił się również wygląd zewnętrzny samochodu. Nowy Tata Indica Vista miał charakterystyczne, długie przednie reflektory, podłużne tylne lampy wzdłuż tylnej klapy, a także specyficznie ukształtowaną, pudełkowatą linię boczną, w której szyby boczne zaczynały się na linii, łączącej krawędzie maski i górną część reflektorów. Samochód był napędzany silnikami benzynowymi i wysokoprężnymi. Napęd był przekazywany na przednią oś. Charakterystycznym elementem wnętrza pojazdu były zegary, umieszczone pośrodku deski rozdzielczej.

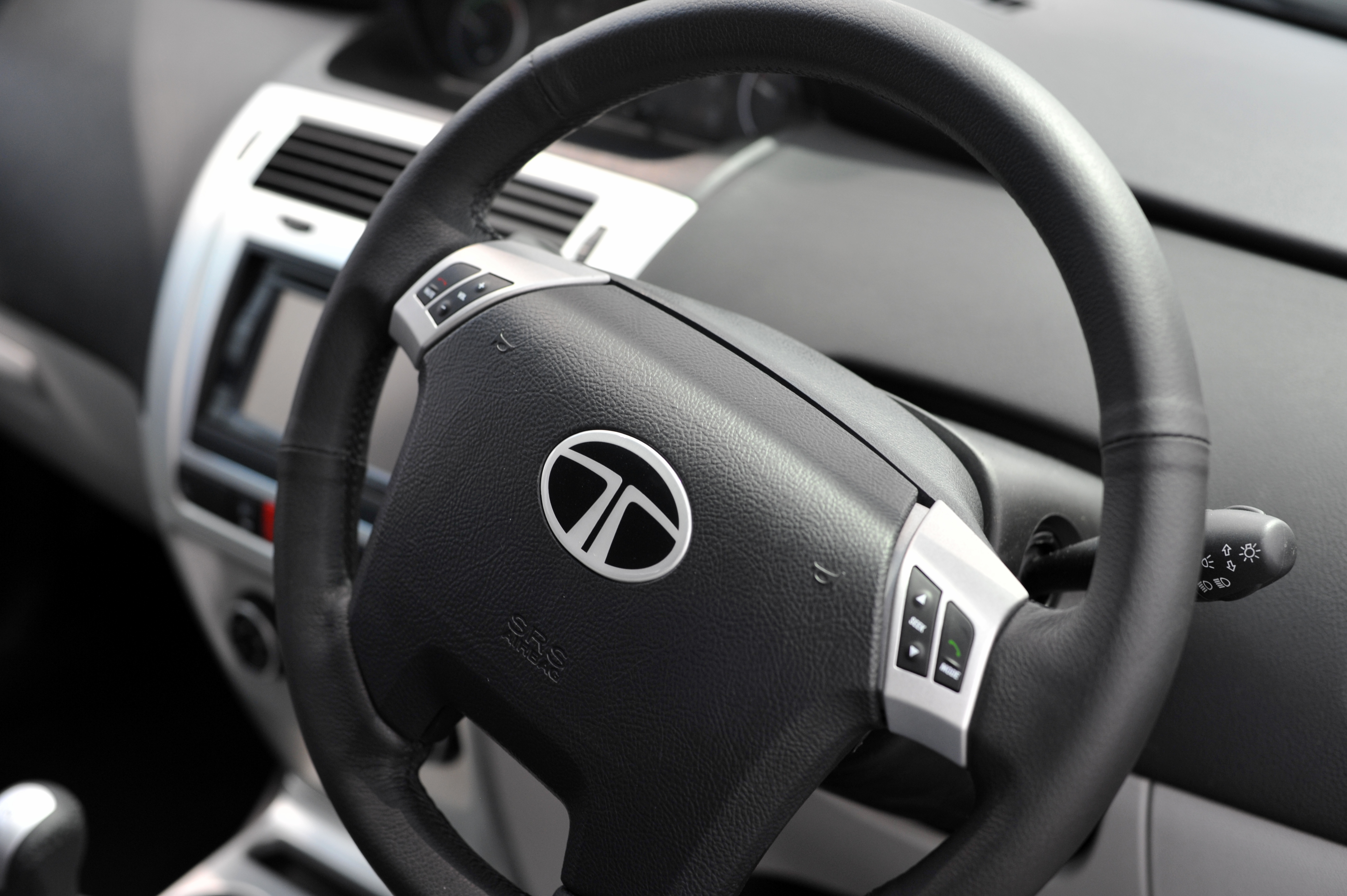

## Wersja elektryczna
Tata Motors European Technical Centre w Warwick (Wielka Brytania) rozpoczął prace nad własnym samochodem elektrycznym w 2006 roku. Początkowo prace prowadzono w oparciu o model Tata Indica. Następnie rozpoczęto prace w oparciu o model Tata Indica Vista, który został wybrany jako podstawowa platforma.
Tata Motors był dostawcą nadwozia, a TMETC integratorem całości. W 2011 roku producent zaprezentował w Genewie Tata Indica Vista EV. Projekt budowy Tata Indica Vista EV został sfinansowany między innymi przez rząd Wielkiej Brytanii kwotą 25 milionów funtów za pośrednictwem agencji Automotive Assustance Programme (AAP).
W samochodzie zamontowano napędy elektryczne TM4 PM z Kanady, jednobiegowe skrzynie redukcyjne, grzejniki elektryczne, elektryczną pompę podciśnienia oraz baterie litowo-jonowe. W pojeździe zastosowano również licencyjny system zarządzania bateriami BMS, urządzenia pomocnicze i HVAC zaprojektowane z firmą Tier1.
Inżynierowie TMETC samodzielnie opracowywali rozwiązania, dotyczące systemów wysokiego napięcia, elektroniki i rekonfiguracji pojazdów spalinowych na elektryczne.
W ramach projektu TMETC zakupił 50,3% udziałów w firmie Miljo Grenland (za 1,92 mln USD) specjalizującej się w opracowywaniu technologii związanych z elektromobilnością. Dostawcą baterii była firma Electrovaya.

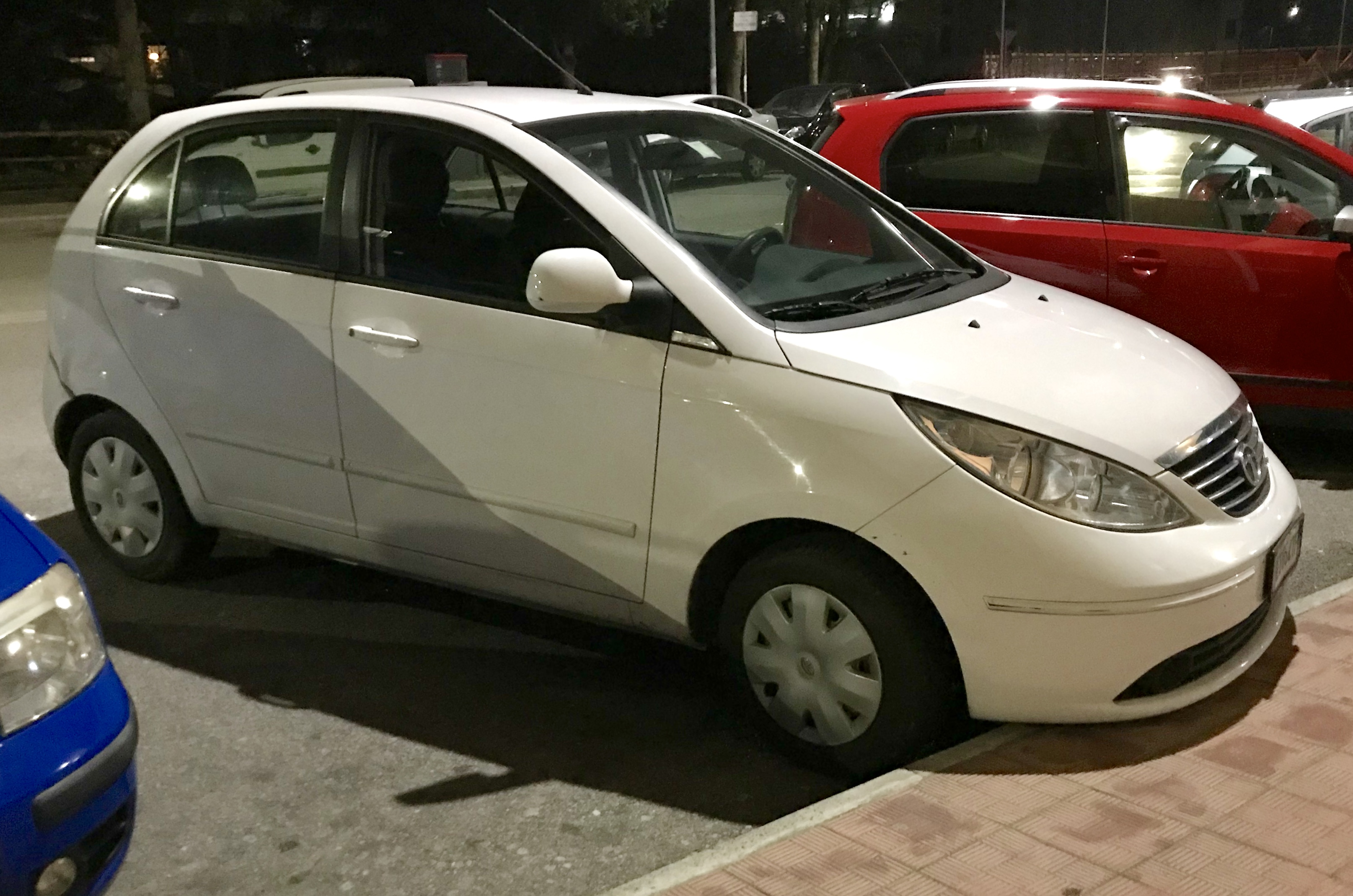

## Napęd
Samochód był napędzany przez silnik elektryczny z magnesami trwałymi o mocy 75 KM. Źródłem zasilania była bateria litowo-jonowa o pojemności 26,5 kWh. Zasięg pojazdu wynosił 200 kilometrów. Przyspieszenie 0 – 60 km/h wynosiło 10 sekund. Prędkość maksymalna – 105 km/h. Napęd przekazywany był na przednią oś. Baterie zostały umieszczone z tyłu, pod tylnym siedzeniem. Auto było czteroosobowe.

## Nagrody
Tata Indica Vista EV EVX (wersja zoptymalizowana pod kątem aerodynamiki i wydajności) została zgłoszona do konkursu X-PRIZE i RAC Low Carbon Vehicle Challenge 2010, gdzie auto zdobyło dwie nagrody.

## Sprzedaż
W 2008 roku samochód trafił do sprzedaży w Indiach, w 2009 na rynek norweski i brytyjski, a w 2010 roku na rynek hiszpański. Samochód kosztował w Hiszpanii ok. 30 tys. Euro. W 2015 produkcja została zakończona ze względu na małe zainteresowanie klientów.